# Cámara de Diputados de la Provincia de Santa Cruz
La Cámara de Diputados de Santa Cruz, ubicada en Río Gallegos, es el órgano legislativo único de la provincia homónima en Argentina. Está compuesta por veinticuatro diputados, responsables de la elaboración y sanción de las leyes provinciales.
Entre las atribuciones del Poder Legislativo provincial destacan: legislar sobre educación, salud, trabajo, industria y obras públicas; delimitar límites provinciales y crear centros urbanos; aprobar o rechazar tratados con la Nación u otras provincias; autorizar empréstitos; gestionar renuncias y licencias del gobernador o vicegobernador; aprobar cesiones territoriales; solicitar intervenciones federales; conceder indultos y amnistías; regulación electoral, de partidos políticos y registro civil; declarar la necesidad de reforma constitucional y aprobar el presupuesto anual.

## Autoridades

### Presidencia
En la provincia de Santa Cruz, el vicegobernador cumple la función de presidente de la Cámara de Diputados. Para garantizar el funcionamiento de la Cámara en caso de ausencia temporal del vicegobernador, se designan dos cargos adicionales: vicepresidente primero y vicepresidente segundo. Estos cargos son elegidos por la propia Cámara y asumen la presidencia en ese orden jerárquico cuando el vicegobernador no puede ejercer sus funciones.
Actualmente, la composición de las autoridades de la Cámara de Diputados es la siguiente:
- Presidente: Fabián Leguizamón.
- Vicepresidenta primera: Claudia Barrientos (Por Santa Cruz).
- Vicepresidente segundo: Mario Piero Boffi (Por Santa Cruz).

### Secretarios y prosecretarios
La Cámara de Diputados designa un secretario y un prosecretario externos a su cuerpo, quienes solo pueden ser removidos por mayoría absoluta de los diputados presentes. Sus funciones son parlamentarias, administrativas y de coordinación.

## Requisitos
La Cámara de Diputados de la Provincia de Santa Cruz es el órgano legislativo establecido por la Constitución Provincial. Según el Artículo 85, está compuesta por 24 miembros, de los cuales:
- 14 diputados son electos, uno por cada municipio de la provincia.
- 10 diputados son elegidos directamente por el pueblo en distrito único, garantizando la representación de las minorías.

De acuerdo con el Artículo 86, para ser miembro de la Cámara de Diputados se requiere:
1. Haber cumplido la edad de 21 años.
2. Poseer ciudadanía natural en ejercicio o, en el caso de ciudadanía legal, haber transcurrido diez años desde su obtención.
3. Ser natural de la provincia o acreditar una residencia inmediata de dos años en ella, o diez años alternados.

## Historia

### Edificio legislativo
El actual edificio, ubicado en la calle Alcorta N.º 431, fue construido durante el gobierno del Tte. de Navío Juan Manuel Gregores, entonces Gobernador del Territorio Nacional de Santa Cruz, con el propósito de servir como alojamiento para los policías del interior.
En 1957, el edificio albergó a la Junta Electoral, encargada de organizar los comicios de constituyentes tras la provincialización de los Territorios Nacionales, conforme a la Ley 14.408. Ese mismo año, también fue sede de la Convención Constituyente que sancionó la Constitución Provincial de 1957.
En 1958, se convirtió por primera vez en la sede del Poder Legislativo provincial. Sin embargo, el 28 de julio de 1966, durante el golpe de Estado de ese año, la Cámara de Diputados fue disuelta y permaneció inactiva hasta el regreso de la democracia.

### Recinto "Juan Carlos Rosell"
El recinto de la legislatura de Santa Cruz lleva el nombre de Juan Carlos Rosell, en homenaje a su vida y militancia política.
Juan Carlos Rosell nació el 19 de enero de 1946 en la ciudad de Río Gallegos. Fue fundador y militante de la Unidad Básica "Mártires de Trelew", vinculada a la Juventud Peronista Regional VII, que agrupaba a las juventudes peronistas de la Patagonia. En 1973, fue elegido como Diputado Provincial.
Tras el golpe de Estado del 24 de marzo de 1976, Rosell se vio obligado a vivir en la clandestinidad hasta que, el 3 de diciembre de 1976, fue secuestrado en la ciudad de Buenos Aires. Desde entonces, permanece desaparecido.
En reconocimiento a su trayectoria y compromiso, mediante la Resolución Nº 171 del 22 de noviembre de 2001, se asignó su nombre al recinto de la Cámara de Diputados.

### Biblioteca "28 de Noviembre"
La Biblioteca de la Cámara de Diputados fue creada el 24 de septiembre de 1958, por decisión unánime de los legisladores presentes. Está destinada a su uso por los miembros de la legislatura, funcionarios de los Poderes Ejecutivo y Judicial, público en general y alumnos de diferentes niveles educativos. El edificio alberga la única hemeroteca provincial, donde se preservan, ordenan, clasifican y conservan diarios, revistas y otras publicaciones periódicas, disponibles para consulta.

## Composición actual (2023-2027)
| Distrito                    | Diputado                      | Bloque | Bloque              |
| --------------------------- | ----------------------------- | ------ | ------------------- |
| 28 de Noviembre             | Elba Lorena Ponce             |        | Unión por la Patria |
| Caleta Olivia               | Patricia Urrutia              |        | Por Santa Cruz      |
| Comandante Luis Piedrabuena | José Ramón Bodlovic           |        | Unión por la Patria |
| El Calafate                 | Luis Carlos Daniel Alegria    |        | Unión por la Patria |
| Gobernador Gregores         | Alfredo Fernando Martínez     |        | Por Santa Cruz      |
| Las Heras                   | Javier Santiago Jara          |        | Por Santa Cruz      |
| Los Antiguos                | Fernando Oscar Pérez          |        | Por Santa Cruz      |
| Perito Moreno               | Cristian Eduardo Ojeda        |        | Por Santa Cruz      |
| Pico Truncado               | José Luis Quiroga             |        | Por Santa Cruz      |
| Puerto Deseado              | Santiago Aberastain Zubimendi |        | Por Santa Cruz      |
| Puerto San Julián           | Mario Piero Boffi             |        | Por Santa Cruz      |
| Puerto Santa Cruz           | Fabiola Loreiro               |        | Por Santa Cruz      |
| Río Gallegos                | Eloy Dante Echazú             |        | Unión por la Patria |
| Río Turbio                  | Carlos Alberto Godoy          |        | Unión por la Patria |
| Provincia                   | Maria Agostina Mora Doldan    |        | Unión por la Patria |
| Provincia                   | Carlos Alcides Santi          |        | Unión por la Patria |
| Provincia                   | Karina Alejandra Nieto        |        | Unión por la Patria |
| Provincia                   | María Rocío García            |        | Unión por la Patria |
| Provincia                   | Daniel Peralta                |        | Unión por la Patria |
| Provincia                   | Fernando Omar Españón         |        | Por Santa Cruz      |
| Provincia                   | Adriana Nieto López           |        | Por Santa Cruz      |
| Provincia                   | Pedro Luxen                   |        | Por Santa Cruz      |
| Provincia                   | Claudia Fabiana Barrientos    |        | Por Santa Cruz      |
| Provincia                   | Segundo Pedro Muñoz           |        | Cambia Santa Cruz   |

## Diputados por municipio
| Distrito                    | Localidades incluidas                                                                              |
| --------------------------- | -------------------------------------------------------------------------------------------------- |
| 28 de Noviembre             | - 28 de Noviembre                                                                                  |
| Caleta Olivia               | - Caleta Olivia - Cañadón Seco - Estancia Cañadón Seco y Caleta Olivia                             |
| Comandante Luis Piedrabuena | - Comandante Luis Piedrabuena - Estancia Comandante Luis Piedrabuena                               |
| El Calafate                 | - El Calafate - Tres Lagos - El Chaltén                                                            |
| Gobernador Gregores         | - Gobernador Gregores - Estancia Gobernador Gregores - Tamel Aike                                  |
| Las Heras                   | - Las Heras - Estancia Las Heras                                                                   |
| Los Antiguos                | - Los Antiguos - Lago Posadas                                                                      |
| Perito Moreno               | - Perito Moreno - Estancia Perito Moreno - Bajo Caracoles                                          |
| Pico Truncado               | - Pico Truncado - Estancia Pico Truncado y Koluel Kayke - Gobernador Moyano - Jaramillo y Fitz Roy |
| Puerto Deseado              | - Puerto Deseado - Estancia Puerto Deseado                                                         |
| Puerto San Julián           | - Puerto San Julián - Estancia Puerto San Julián                                                   |
| Puerto Santa Cruz           | - Puerto Santa Cruz - Estancia Puerto Santa Cruz                                                   |
| Río Gallegos                | - Río Gallegos - Estancia Río Gallegos - Esperanza                                                 |
| Río Turbio                  | - Río Turbio - Estancia Río Turbio                                                                 |

## Composición histórica
| 2019-2023                   | 2019-2023                          | 2019-2023 | 2019-2023        |
| Distrito                    | Diputado                           | Bloque    | Bloque           |
| --------------------------- | ---------------------------------- | --------- | ---------------- |
| 28 de Noviembre             | Hugo René Garay                    |           | Frente de Todos  |
| Caleta Olivia               | Liliana Mabel Toro                 |           | Frente de Todos  |
| Comandante Luis Piedrabuena | José Ramón Bodlovic                |           | Frente de Todos  |
| El Calafate                 | Juan Manuel Miñones                |           | Frente de Todos  |
| Gobernador Gregores         | Claudio Alejandrino Barría Peralta |           | Frente de Todos  |
| Las Heras                   | Hernán Ariel Elorrieta             |           | Frente de Todos  |
| Los Antiguos                | César Adriel Ormeño                |           | Frente de Todos  |
| Perito Moreno               | Guillermo Ricardo Bilardo          |           | Frente de Todos  |
| Pico Truncado               | Miguel Enrique Farías              |           | Frente de Todos  |
| Puerto Deseado              | Carlos Alcides Santi               |           | Frente de Todos  |
| Puerto San Julián           | Nicolás Constantino Michudis       |           | Frente de Todos  |
| Puerto Santa Cruz           | Leonardo Aníbal Paradis            |           | Frente de Todos  |
| Río Gallegos                | Eloy Dante Echazú                  |           | Frente de Todos  |
| Río Turbio                  | Karina Alejandra Nieto             |           | Frente de Todos  |
| Provincia                   | Jorge Mario Arabel                 |           | Frente de Todos  |
| Provincia                   | Martín Luciano Chávez              |           | Frente de Todos  |
| Provincia                   | María Rocío García                 |           | Frente de Todos  |
| Provincia                   | José Luis Garrido                  |           | Frente de Todos  |
| Provincia                   | Laura Elisa Hindie                 |           | Frente de Todos  |
| Provincia                   | Horacio Matías Mazú                |           | Frente de Todos  |
| Provincia                   | Javier Ignacio Pérez Gallart       |           | Nueva Santa Cruz |
| Provincia                   | Nadia Lorena Ricci                 |           | Nueva Santa Cruz |
| Provincia                   | Daniel Alberto Roquel              |           | Nueva Santa Cruz |
| Provincia                   | Evaristo Alfredo Ruiz              |           | Nueva Santa Cruz |

| 2015-2019                   | 2015-2019                          | 2015-2019 | 2015-2019               |
| Distrito                    | Diputado                           | Bloque    | Bloque                  |
| --------------------------- | ---------------------------------- | --------- | ----------------------- |
| 28 de Noviembre             | Hugo Ariel Garay                   |           | Frente para la Victoria |
| Caleta Olivia               | Sergio Daniel Bucci                |           | Unión para Vivir Mejor  |
| Comandante Luis Piedrabuena | José Ramón Bodlovic                |           | Frente para la Victoria |
| El Calafate                 | Jorge Mario Arabel                 |           | Frente para la Victoria |
| Gobernador Gregores         | Claudio Alejandrino Barría Peralta |           | Frente para la Victoria |
| Las Heras                   | Víctor Hugo Álvarez                |           | Frente para la Victoria |
| Los Antiguos                | César Adriel Ormeño                |           | Frente para la Victoria |
| Perito Moreno               | Javier Francisco Ceferino Flores   |           | Frente para la Victoria |
| Pico Truncado               | Clotilde Viviana Martínez          |           | Unión para Vivir Mejor  |
| Puerto Deseado              | Carlos Alcides Santi               |           | Frente para la Victoria |
| Puerto San Julián           | Daniel José Gardonio               |           | Unión para Vivir Mejor  |
| Puerto Santa Cruz           | Santos Oscar Lemes                 |           | Frente para la Victoria |
| Río Gallegos                | Santiago Andrés Gómez              |           | Unión para Vivir Mejor  |
| Río Turbio                  | Darío Javier Menna                 |           | Frente para la Victoria |
| Provincia                   | Miryam Margot Alonso               |           | Frente para la Victoria |
| Provincia                   | José Matías Bezi                   |           | Frente para la Victoria |
| Provincia                   | José Carlos Andrés Blassiotto      |           | Unión para Vivir Mejor  |
| Provincia                   | Claudio José García                |           | Frente para la Victoria |
| Provincia                   | José Alberto Lozano                |           | Unión para Vivir Mejor  |
| Provincia                   | Horacio Matías Mazú                |           | Frente para la Victoria |
| Provincia                   | Gabriela Miriam Mestelán           |           | Unión para Vivir Mejor  |
| Provincia                   | Gabriela Alejandra Peralta         |           | Frente para la Victoria |
| Provincia                   | Roxana Nahir Claudia Reyes         |           | Unión para Vivir Mejor  |
| Provincia                   | Gerardo Vicente Terraz             |           | Unión para Vivir Mejor  |